# کاخ هولی‌رود
کاخ هولی‌رود (به انگلیسی: Holyrood Palace) اقامتگاه اصلی خانواده سلطنتی بریتانیا در اسکاتلند است. این کاخ از سده ۱۵ میلادی تاکنون محل رسمی اقامت پادشاهی بریتانیا بوده‌است.